# Mehndi

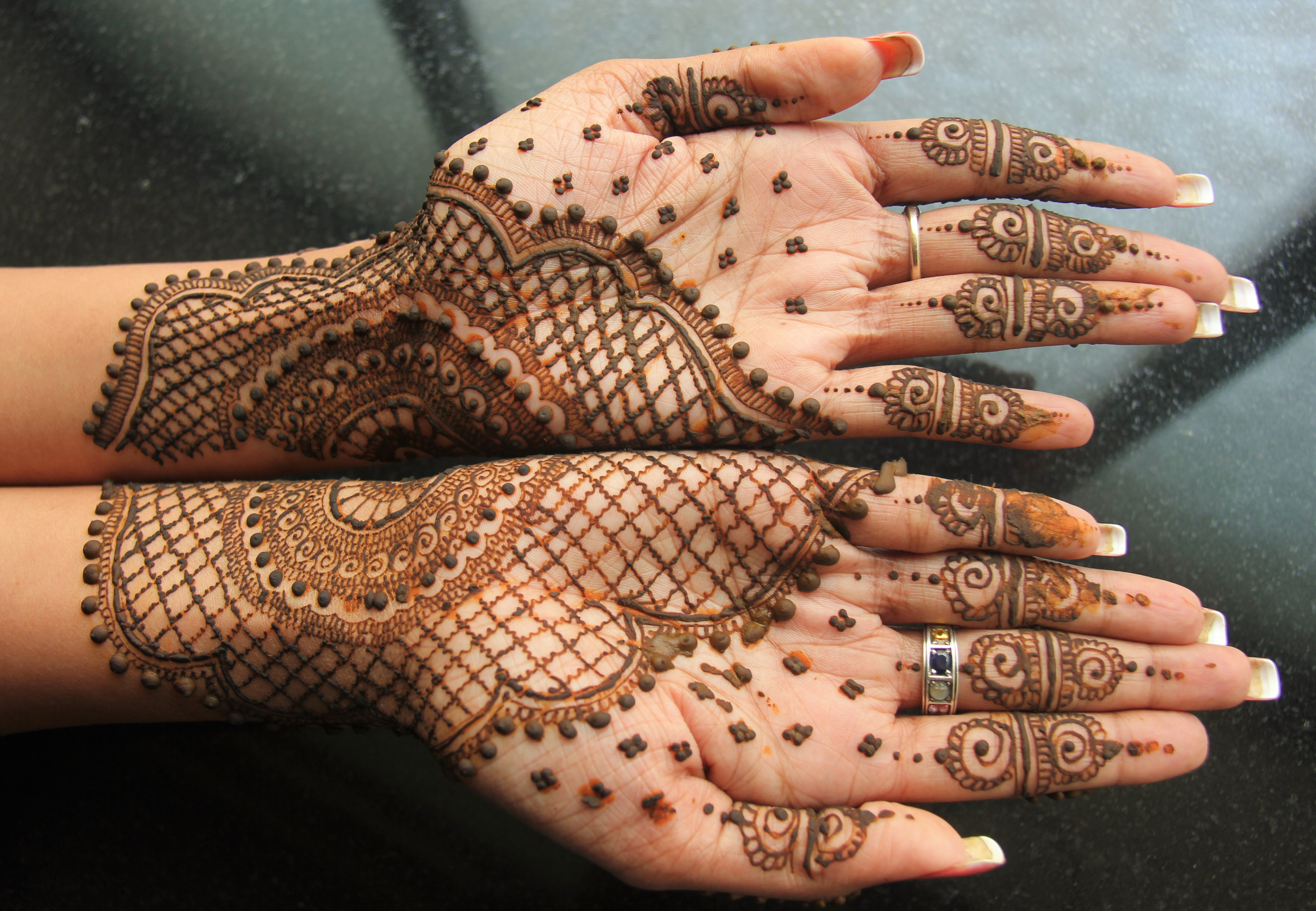
Mani decorate con l'henné

Mehndi, detto anche mehandi, mehindi o mendi è un termine hindi per indicare un tatuaggio temporaneo eseguito con henné naturale rosso (Lawsonia inermis), dipinto su mani e piedi. Viene usato in Medio Oriente e nel Nordafrica per la decorazione di mani e piedi per il rito nuziale, benaugurante e di protezione. Viene eseguito con speciali stencil o a mano libera. I motivi sono di buon auspicio per la persona che li indossa e il rito del disegno del mehndi coinvolge le donne di tutta la famiglia e/o tribù. È in uso nel Nordafrica, in Medio Oriente, in India e in Pakistan.

## Storia
Inizialmente riservata a re e sacerdoti del mondo antico la pratica del tatuaggio con l'Henné raggiunse molti popoli in età romana per poi essere condannata dalla chiesa cattolica come pratica pagana se non addirittura considerata demoniaca.
L'henné infatti presenta proprietà terapeutiche lenitive e antinfiammatorie conosciute fin dai primi secoli oltre a dare la caratteristica colorazione bruna che tutti conoscono. Ancora oggi le donne di molti paesi medio-orientali utilizzano i tatuaggi su mani e piedi quali strumento di bellezza e seduzione per i rispettivi fidanzati e mariti.
Il mehndi non è permanente e ha una durata variabile e lascia sulla pelle un piacevole aroma che si attenua nei primi giorni.
Ai soggetti tradizionali tipici delle aree medio-orientali si possono alternare disegni di pura fantasia: tribali, cinesi, animali, fantasie, simboli, etnici, opere d'arte, halloween, polinesiani, dragoni ecc. In India la mehndi nuziale include le iniziali degli sposi e spesso il loro ritratto.

## Cronistoria
L'origine del tatuaggio all'henné risale alle origini dell'umanità, infatti le popolazioni dell'area sahariana lo utilizzavano come pianta medicinale e per tatuaggi in occasione di feste e eventi sacri, fu utilizzato in Mesopotamia, poi dagli Ebrei e dagli Egiziani. Si è scoperto che i capelli della mummia di Ramesse II erano stati tinti con l'henné. Alcuni testi assiri del VII secolo a.C. descrivono i preparativi di matrimonio di una giovane donna dalle palme delle mani e unghie colorate con l'henné. In Cina le donne dipingevano fiori sulle unghie. In Vietnam le donne si smaltavano i denti di nero, e l'henné addizionato con additivi annerenti offriva loro una tintura economica. Poi l'henné conquistò l'India nel XII secolo.

## Attualità

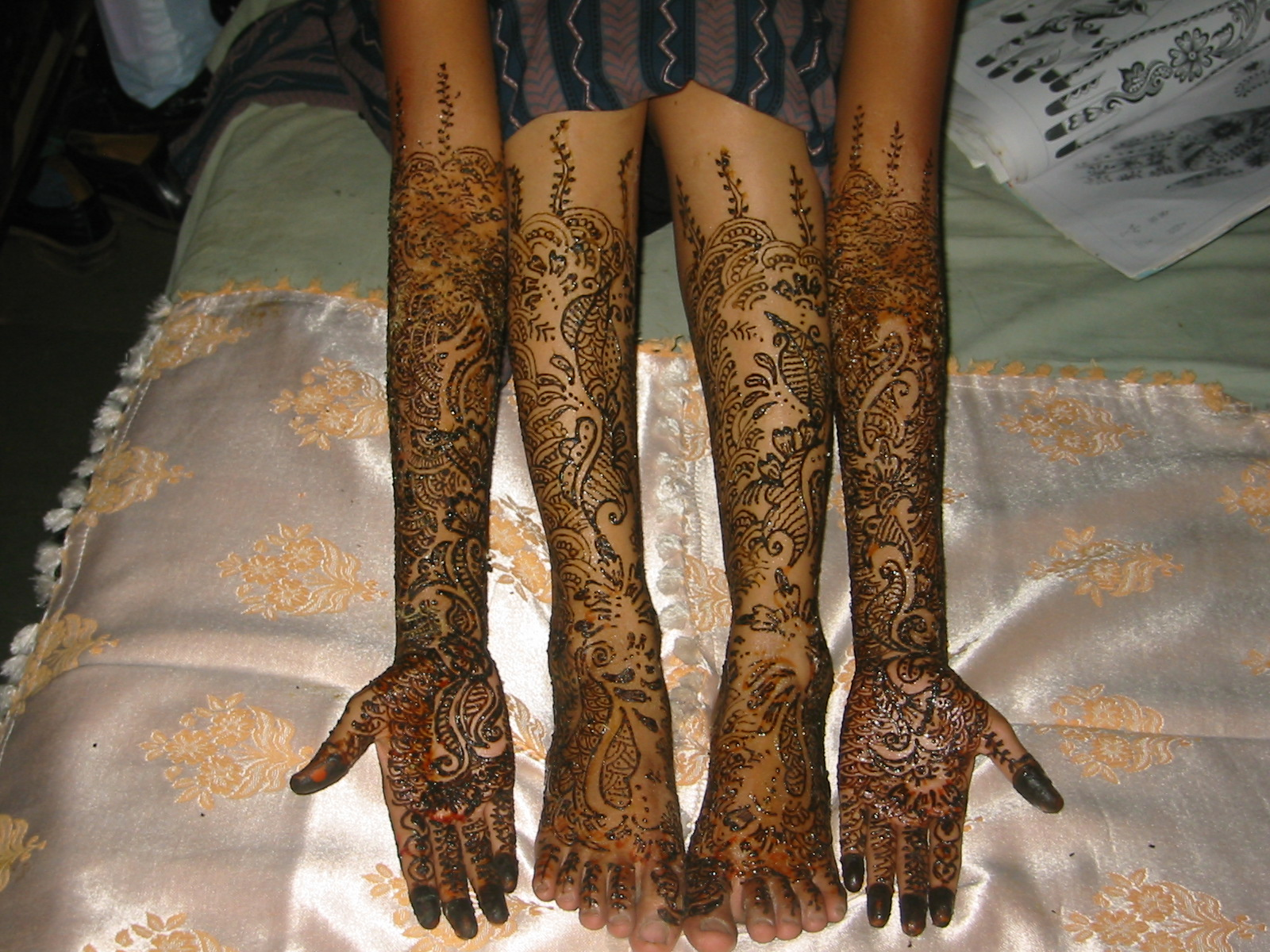
Esempio di tatuaggio all'henné durante l'essiccazione. L'impasto è color verde ma il colore sulla pelle è arancione.

In India, attualmente, si sono diffusi diversi stili di mehndi, con glitter, gemme e paste colorate, che però, come tutte le paste di hennè non autoprodotte, risultano potenzialmente pericolose.

## Preparazione dell'impasto
Per la preparazione dell'impasto occorre disporre di polvere di hennè di finissima qualità ( detta BAQ quality, setacciata 3 volte). La miscela è formata da polvere di henné impastata con acqua a temperatura ambiente, oli essenziali come lavanda, tea tree o cajeput e zucchero, per rendere la pasta più filamentosa. La polvere di henné deve avere un colore verde brillante, assolutamente non nero, e per avere un buon potere colorante sulla pelle deve essere molto fresca. Il composto così ottenuto deve essere pastoso, né troppo liquido, (colerebbe sulla pelle) né troppo asciutto perché sarebbe impossibile applicarlo.
Per l'applicazione e per ottenere un disegno fine, impiegando metodi igienicamente idonei, si utilizza una siringa apposita con beccuccio fine in plastica oppure una siringa di grandi dimensioni a cui è stato asportato l'ago metallico. Come metodi tradizionali, in Medio Oriente si usano siringhe o stecchini di legno, in India dei coni di plastica.
Al termine dell'esecuzione del disegno, una volta essiccato sulla pelle, viene cosparso di una miscela di zucchero e limone e poi tenuto in posa almeno per 3 ore per ottenere un colore ottimale.
Per un perfetto aftercare, dopo la rimozione delle croste secche di hennè dalla pelle è bene massaggiare dell'olio di cocco o di altro tipo ed evitare l'acqua per le successive 12-24 ore.

## Trasformazione del tatuaggio
Il colore finale del mehndi può risultare diverso sulle varie parti del corpo: questo è determinato dal fatto che per ogni zona si hanno differente numero di strati di pelle per cui un mehndi fatto sui palmi delle mani sarà sempre molto più scuro di un mehndi fatto sull'avambraccio.
Il mehndi raggiungerà il massimo del suo colore in 24-48 ore dopo la rimozione della pasta dalla pelle, e si vedrà il cambiamento di tonalità da un arancio molto acceso ad un marrone mattone molto scuro. Il risultato finale del colore dipende molto anche dalla provenienza della polvere di hennè e dalla quantità di oli essenziali utilizzati durante la preparazione.
Il colore del tatuaggio inizia a sbiadire fino a sparire completamente nel giro di 10-15 giorni. La durata del mehndi può variare in base a molti fattori, alcuni dei quali sono il numero di volte e i prodotti utilizzati per lavare la parte tatuata, la sudorazione, il ph della pelle, l'assunzione di determinate medicine ecc.
Per aiutare un mehndi a scomparire più in fretta si può fare un leggero scrub sulla parte interessata.

## Avvertenze
In alcuni determinati casi è bene prendere precauzioni su clienti in stato interessante, pazienti oncologici e bambini. In questi casi si consiglia l'utilizzo della sola lavanda per la preparazione della pasta di hennè.
L'henné è pericoloso anche in caso si sia malati di favismo o in caso di specifica allergia al prodotto. Ai riguardi della seconda eventualità, di non immediata individuazione, è consigliabile effettuare una rudimentale prova di allergia applicando una piccola quantità di sostanza su una porzione di pelle non in vista prima di passare a realizzare il tatuaggio vero e proprio.
Va sottolineato che l'hennè puro è di una tonalità marrone o rosso arancio secondo la concentrazione e il tempo di posa, ma ai fini della modificazione del colore e per migliorarne il fissaggio nel prodotto commerciale o nell'impasto preparato dal tatuatore possono essere presenti additivi chimici come il para-fenilendiammina (Ppd), che può provocare allergie ritardate con comparsa circa 15 giorni dopo il tatuaggio di un eczema che riproduce il motivo del disegno tracciato con l'henné. Più grave, questa allergia può condurre a lungo termine ad una super sensibilizzazione a vita, disagevole perché il Ppd si trova in numerosi coloranti, o ancor peggio provocare danni al fegato.